# Adinandra yaeyamensis
Adinandra yaeyamensis är en tvåhjärtbladig växtart som beskrevs av Jisaburo Ohwi. Adinandra yaeyamensis ingår i släktet Adinandra och familjen Pentaphylacaceae. Inga underarter finns listade i Catalogue of Life.